# Saison 1 d'En analyse
Chronologie
Saison 2
Cet article présente le guide des épisodes de la première saison de la série télévisée américaine En analyse (In Treatment).

## Généralités
- Cette première saison est composée de 43 épisodes.
- Paul Weston est un psychologue et psychothérapeute, qui reçoit des patients en semaine. En général, à chaque séance, il suit un patient qui lui fait part de ses problèmes et autres sujets. Paul suit quatre patients et le vendredi il se rend chez sa propre thérapeute, Gina.

## Distribution de la saison

### Acteurs principaux
- Gabriel Byrne : Paul Weston, Psychologue thérapeute
- Dianne Wiest : Gina Toll, Psychologue, thérapeute et amie de Paul

### Acteurs récurrents
- Michelle Forbes : Kate Weston, femme de Paul
- Jake Richardson (en) : Ian
- Mae Whitman : Rosie
- Max Burkholder : Max

Patients de la première saison
- Melissa George : Laura
- Blair Underwood : Alex
- Mia Wasikowska : Sophie
- Josh Charles : Jake
- Embeth Davidtz : Amy

### Invités
- Glynn Turman : Alex Senior
- Peter Horton : Zach
- Julia Campbell : Olivia

## Épisodes

### Épisode 1:Laura - Semaine 1 - Lundi 9 h du matin
- États-Unis : 28 janvier 2008 sur HBO
- Belgique : 14 octobre 2008 sur Be Séries (première diffusion, en Belgique)
- France : 17 novembre 2008 sur Orange Cinémax

### Épisode 2:Alex - Semaine 1 - Mardi 10 h du matin
- États-Unis : 29 janvier 2008 sur HBO
- Belgique : 14 octobre 2008 sur Be Séries
- France : 18 novembre 2008 sur Orange Cinémax

### Épisode 3:Sophie - Semaine 1 - Mercredi 16 h
- États-Unis : 30 janvier 2008 sur HBO
- Belgique : 14 octobre 2008 sur Be Séries
- France : 19 novembre 2008 sur Orange Cinémax

### Épisode 4:Jake et Amy - Semaine 1 - Jeudi 17 h
- États-Unis : 31 janvier 2008 sur HBO
- Belgique : 14 octobre 2008 sur Be Séries
- France : 20 novembre 2008 sur Orange Cinémax

### Épisode 5:Paul et Gina - Semaine 1 - Vendredi 17 h
- États-Unis : 1er février 2008 sur HBO
- Belgique : 14 octobre 2008 sur Be Séries
- France : 21 novembre 2008 sur Orange Cinémax

### Épisode 6:Laura - Semaine 2 - Lundi 9 h du matin
- États-Unis : 4 février 2008 sur HBO
- Belgique : 21 octobre 2008 sur Be Séries
- France : 24 novembre 2008 sur Orange Cinémax

### Épisode 7:Alex - Semaine 2 - Mardi 10 h du matin
- États-Unis : 5 février 2008 sur HBO
- Belgique : 21 octobre 2008 sur Be Séries
- France : 25 novembre 2008 sur Orange Cinémax

### Épisode 8:Sophie - Semaine 2 - Mercredi 16 h
- États-Unis : 6 février 2008 sur HBO
- Belgique : 21 octobre 2008 sur Be Séries
- France : 26 novembre 2008 sur Orange Cinémax

### Épisode 9:Jake et Amy - Semaine 2 - Jeudi 17 h
- États-Unis : 7 février 2008 sur HBO
- Belgique : 21 octobre 2008 sur Be Séries
- France : 27 novembre 2008 sur Orange Cinémax

### Épisode 10:Paul et Gina - Semaine 2 - Vendredi 17 h
- États-Unis : 8 février 2008 sur HBO
- Belgique : 21 octobre 2008 sur Be Séries
- France : 28 novembre 2008 sur Orange Cinémax

### Épisode 11:Laura - Semaine 3 - Lundi 9 h du matin
- États-Unis : 11 février 2008 sur HBO
- Belgique : 29 octobre 2008 sur Be Séries
- France : 1er décembre 2008 sur Orange Cinémax

### Épisode 12:Alex - Semaine 3 - Mardi 10 h du matin
- États-Unis : 12 février 2008 sur HBO
- Belgique : 29 octobre 2008 sur Be Séries
- France : 2 décembre 2008 sur Orange Cinémax

### Épisode 13:Sophie - Semaine 3 - Mercredi 16 h
- États-Unis : 13 février 2008 sur HBO
- Belgique : 29 octobre 2008 sur Be Séries
- France : 3 décembre 2008 sur Orange Cinémax

### Épisode 14:Jake et Amy - Semaine 3 - Jeudi 17 h
- États-Unis : 14 février 2008 sur HBO
- Belgique : 29 octobre 2008 sur Be Séries
- France : 4 décembre 2008 sur Orange Cinémax

### Épisode 15:Paul et Gina - Semaine 3 - Vendredi 17 h
- États-Unis : 15 février 2008 sur HBO
- Belgique : 29 octobre 2008 sur Be Séries
- France : 5 décembre 2008 sur Orange Cinémax

### Épisode 16:Laura - Semaine 4 - Lundi 9 h du matin
- États-Unis : 18 février 2008 sur HBO
- Belgique : 5 novembre 2008 sur Be Séries
- France : 8 décembre 2008 sur Orange Cinémax

### Épisode 17:Alex - Semaine 4 - Mardi 10 h du matin
- États-Unis : 19 février 2008 sur HBO
- Belgique : 5 novembre 2008 sur Be Séries
- France : 9 décembre 2008 sur Orange Cinémax

### Épisode 18:Sophie - Semaine 4 - Mercredi 16 h
- États-Unis : 20 février 2008 sur HBO
- Belgique : 5 novembre 2008 sur Be Séries
- France : 10 décembre 2008 sur Orange Cinémax

### Épisode 19:Jake et Amy - Semaine 4 - Jeudi 17 h
- États-Unis : 21 février 2008 sur HBO
- Belgique : 5 novembre 2008 sur Be Séries
- France : 11 décembre 2008 sur Orange Cinémax

### Épisode 20:Paul et Gina - Semaine 4 - Vendredi 17 h
- États-Unis : 22 février 2008 sur HBO
- Belgique : 5 novembre 2008 sur Be Séries
- France : 12 décembre 2008 sur Orange Cinémax

### Épisode 21:Laura - Semaine 5 - Lundi 9 h du matin
- États-Unis : 25 février 2008 sur HBO
- Belgique : 12 novembre 2008 sur Be Séries
- France : 15 décembre 2008 sur Orange Cinémax

### Épisode 22:Alex - Semaine 5 - Mardi 10 h du matin
- États-Unis : 26 février 2008 sur HBO
- Belgique : 12 novembre 2008 sur Be Séries
- France : 16 décembre 2008 sur Orange Cinémax

### Épisode 23:Sophie - Semaine 5 - Mercredi 16 h
- États-Unis : 27 février 2008 sur HBO
- Belgique : 12 novembre 2008 sur Be Séries
- France : 17 décembre 2008 sur Orange Cinémax

### Épisode 24:Jake et Amy - Semaine 5 - Jeudi 17 h
- États-Unis : 28 février 2008 sur HBO
- Belgique : 12 novembre 2008 sur Be Séries
- France : 18 décembre 2008 sur Orange Cinémax

### Épisode 25:Paul et Gina - Semaine 5 - Vendredi 17 h
- États-Unis : 29 février 2008 sur HBO
- Belgique : 12 novembre 2008 sur Be Séries
- France : 19 décembre 2008 sur Orange Cinémax

### Épisode 26:Laura - Semaine 6 - Lundi 9 h du matin
- États-Unis : 3 mars 2008 sur HBO
- Belgique : 19 novembre 2008 sur Be Séries
- France : 22 décembre 2008 sur Orange Cinémax

### Épisode 27:Alex - Semaine 6 - Mardi 10 h du matin
- États-Unis : 4 mars 2008 sur HBO
- Belgique : 19 novembre 2008 sur Be Séries
- France : 22 décembre 2008 sur Orange Cinémax

### Épisode 28:Sophie - Semaine 6 - Mercredi 16 h
- États-Unis : 5 mars 2008 sur HBO
- Belgique : 19 novembre 2008 sur Be Séries
- France : 23 décembre 2008 sur Orange Cinémax

### Épisode 29:Jake et Amy - Semaine 6 - Jeudi 17 h
- États-Unis : 6 mars 2008 sur HBO
- Belgique : 19 novembre 2008 sur Be Séries
- France : 23 décembre 2008 sur Orange Cinémax

### Épisode 30:Paul et Gina - Semaine 6 - Vendredi 17 h
- États-Unis : 7 mars 2008 sur HBO
- Belgique : 19 novembre 2008 sur Be Séries
- France : 23 décembre 2008 sur Orange Cinémax

### Épisode 31:Laura - Semaine 7 - Lundi 9 h du matin
- États-Unis : 10 mars 2008 sur HBO
- Belgique : 26 novembre 2008 sur Be Séries
- France : 5 janvier 2009 sur Orange Cinémax

### Épisode 32:Alex - Semaine 7 - Mardi 10 h du matin
- États-Unis : 11 mars 2008 sur HBO
- Belgique : 26 novembre 2008 sur Be Séries
- France : 6 janvier 2009 sur Orange Cinémax

### Épisode 33:Sophie - Semaine 7 - Mercredi 16 h
- États-Unis : 12 mars 2008 sur HBO
- Belgique : 26 novembre 2008 sur Be Séries
- France : 7 janvier 2009 sur Orange Cinémax

### Épisode 34:Jake et Amy - Semaine 7 - Jeudi 17 h
- États-Unis : 13 mars 2008 sur HBO
- Belgique : 26 novembre 2008 sur Be Séries
- France : 8 janvier 2009 sur Orange Cinémax

### Épisode 35:Paul et Gina - Semaine 7 - Vendredi 17 h
- États-Unis : 14 mars 2008 sur HBO
- Belgique : 26 novembre 2008 sur Be Séries
- France : 9 janvier 2009 sur Orange Cinémax

### Épisode 36:Laura - Semaine 8 - Lundi 9 h du matin
- États-Unis : 17 mars 2008 sur HBO
- France : 12 janvier 2009 sur Orange Cinémax
- Belgique : 23 février 2009 sur Be Séries

### Épisode 37:Alex - Semaine 8 - Mardi 10 h du matin
- États-Unis : 18 mars 2008 sur HBO
- France : 13 janvier 2009 sur Orange Cinémax
- Belgique : 24 février 2009 sur Be Séries

### Épisode 38:Sophie - Semaine 8 - Mercredi 16 h
- États-Unis : 19 mars 2008 sur HBO
- France : 14 janvier 2009 sur Orange Cinémax
- Belgique : 25 février 2009 sur Be Séries

### Épisode 39:Jake et Amy - Semaine 8 - Jeudi 17 h
- États-Unis : 20 mars 2008 sur HBO
- France : 15 janvier 2009 sur Orange Cinémax
- Belgique : 26 février 2009 sur Be Séries

### Épisode 40:Paul et Gina - Semaine 8 - Vendredi 17 h
- États-Unis : 21 mars 2008 sur HBO
- France : 16 janvier 2008 sur Orange Cinémax
- Belgique : 27 février 2009 sur Be Séries

### Épisode 41:Sophie - Semaine 9 - Mercredi 16 h
- États-Unis : 26 mars 2008 sur HBO
- France : 21 janvier 2008 sur Orange Cinémax
- Belgique : 2 mars 2009 sur Be Séries

### Épisode 42:Jake et Amy - Semaine 9 - Jeudi 17 h
- États-Unis : 27 mars 2008 sur HBO
- France : 22 janvier 2008 sur Orange Cinémax
- Belgique : 3 mars 2008 sur Be Séries

### Épisode 43:Paul et Gina - Semaine 9 - Vendredi 17 h
- États-Unis : 28 mars 2008 sur HBO
- France : 23 janvier 2008 sur Orange Cinémax
- Belgique : 4 mars 2008 sur Be Séries